# Swanmore
Swanmore är en ort och civil parish i Storbritannien.   Den ligger i grevskapet Hampshire och riksdelen England, i den södra delen av landet, 100 km sydväst om huvudstaden London. Swanmore ligger 60 meter över havet och antalet invånare är 2 586.
Terrängen runt Swanmore är platt. Runt Swanmore är det mycket tätbefolkat, med 1 463 invånare per kvadratkilometer. Närmaste större samhälle är Southampton, 16,3 km väster om Swanmore. Trakten runt Swanmore består till största delen av jordbruksmark.